# Salomon Brothers
Pour les articles homonymes, voir Salomon.
 (mai 2011).
Si vous disposez d'ouvrages ou d'articles de référence ou si vous connaissez des sites web de qualité traitant du thème abordé ici, merci de compléter l'article en donnant les références utiles à sa vérifiabilité et en les liant à la section « Notes et références ».
Fondée en 1910, Salomon Brothers Inc. était une banque d'investissement de Wall Street. Elle demeura une société privée, gérée par ses associés jusqu'au début des années 1980, quand elle fut acquise par le négociant de matières premières Phibro Corporation. Néanmoins, Phibro-Salomon devint rapidement Salomon Inc. et les activités de négoce de matières premières furent vendues. Finalement, en 1997, Salomon fut acquis par Travelers Group, devenu depuis Citigroup.

## Historique
L'apogée de Salomon eut lieu dans les années 1980. Alors que s'amorce un spectaculaire mouvement de baisse des taux d'intérêt, qui va durer plus de 20 ans, la banque devient le principal intervenant dans la dette de l'État américain. Les profits réalisés sont rapidement considérables. Elle innove considérablement sur quasiment tous les marchés de taux d'intérêt : entre autres, elle arrange le premier swap de taux d'intérêt multi-devises à recevoir une certaine publicité (en 1981, entre la Banque mondiale et IBM) et Robert Troubin invente la titrisation de créances hypothécaires (mortgage backed securities). Le trading pour compte propre sur les marchés financiers devient largement prépondérant dans son activité et ses résultats, loin devant ses fonctions traditionnelles de banque d'investissement.
Ses traders obligataires s'étaient eux-mêmes surnommés Big Swinging Dicks et avaient créé toute une mythologie du risque, notamment en se livrant pendant les temps morts à des parties, pour des sommes considérables, de poker menteur sur des numéros de série des billets de banque. Ils ont inspiré notamment le roman de Tom Wolfe Le Bûcher des vanités et le livre autobiographique de Michael Lewis Liar's Poker.
En 1991, Salomon fut pris en flagrant délit de manipulation d'une adjudication d'obligations du Trésor américain[réf. nécessaire]. L'amende infligée fut considérable et plusieurs de ses dirigeants furent interdits à vie d'exercer une profession financière. Son actionnaire principal, Warren Buffett, installa une nouvelle équipe de management. Affaiblie, la firme continua néanmoins, pour des faits mineurs, à alimenter la rubrique des scandales financiers jusqu'à sa cession à Travelers en 1997. Le nouvel actionnaire, peu favorable à la culture du risque qu'avait développée Salomon, ferma rapidement l'essentiel des activités de trading pour compte propre. Salomon fut fusionné avec le courtier grand public Smith-Barney et n'est maintenant plus qu'une marque de la division Global Markets de Citigroup.
Salomon Brothers traverse de nouvelles difficultés au début des années 2000, après le krach boursier de 2001-2002 qui sanctionne la fin de la bulle Internet et des télécoms, étant l'une des dix grandes banques d'investissement à avoir signé un compromis à 1,4 milliard de dollars au sujet de la question de l'indépendance de l'analyse financière, via l'accord amiable d'avril 2003, avec la SEC et l'association des courtiers américains.
L'action WorldCom avait été recommandée avec insistance par Jack Grubman, analyste de Salomon Brothers, ensuite banni de la profession.

## Personnalités
- Henry Kaufman, Managing Director et membre du Exécutive Committee.
- Richard J. Schmeelk